# Dongtai
Dongtai (东台市,  Dōngtái Shì) ist eine kreisfreie Stadt in der chinesischen Provinz Jiangsu. Sie gehört zum Verwaltungsgebiet der bezirksfreien Stadt Yancheng. Die Fläche beträgt 3.221 Quadratkilometer und die Einwohnerzahl 990.306 (Stand: Zensus 2010).

## Persönlichkeiten
- He Weidong (* 1957), chinesischer Politiker